# Michael Maltese
Michael Maltese (Nova York, 6 de fevereiro de 1908 - Los Angeles, 22 de fevereiro de 1981) foi um ator, roteirista e narrador americano de curtas-metragens de desenhos animados clássicos. Ele é mais conhecido por trabalhar na década de 1950 em uma série de desenhos animados da Merrie Melodies com o diretor Chuck Jones, especialmente "What's Opera, Doc?", que é amplamente considerado pelos profissionais do setor como o melhor curta de animação de todos os tempos.

## Biografia
Filho de imigrantes italianos, Maltese se formou na Academia Nacional de Design. Ele se casou com Florence Sass em 30 de maio de 1936; o escritor Warren Foster foi seu padrinho. O casal se mudou para Los Angeles, onde sua primeira e única filha, Brenda, nasceu em 20 de fevereiro de 1938.

## Carreira
Em 1941, Maltese foi contratado pela Leon Schlesinger Productions, que três anos depois se tornou a Warner Bros. Cartoons, Inc. (Maltese apareceu na câmera no desenho animado Porky Pig de 1940, You Ought to Be in Pictures, como um guarda live-action no portão de entrada da Warner Bros., que acaba perseguindo o animado Porky pelo estacionamento da Warner). O primeiro desenho animado que ele escreveu para a Warner foi The Haunted Mouse (1941), de Tex Avery, depois creditado como Fred Avery. Ele trabalhou pela primeira vez principalmente para Friz Freleng até 1948, mas depois trabalhou principalmente para Chuck Jones, contribuindo com histórias para outros diretores às vezes, incluindo Robert McKimson. Ele e Jones colaboraram em desenhos animados como o vencedor do Oscar por razões de perfume (1949), com o personagem Pepé Le Pew e o documentário animado de saúde pública So Much for So Little (1949), que venceu no mesmo ano por "Melhor curta documentário". Maltese também foi a voz do personagem esquisito de Lou Costello em Wackiki Wabbit (1943). 
Alguns de seus trabalhos anteriores incluem O Wabbit que veio para a ceia e Fresh Hare, Hare Trigger (que apresentou Yosemite Sam), Beisebol Bugs para Freleng; Bear Feat, Rabbit of Seville e Rabbit Fire para Jones. Alguns de seus desenhos mais conhecidos são Feed the Kitty, Beep, Beep, Seasoning Rabbit, Don't Give Up the Sheep, Duck Amuck, Bully for Bugs, Bewitched Bunny, From A to ZZZZ e Beanstalk Bunny. Todos foram dirigidos por Jones. Ele também trabalhou em One Froggy Evening, a primeira aparição do futuro mascote da Warner Brothers, Michigan J. Frog. 
Alguns de seus cartuns posteriores da Warner incluíam Ali Baba Bunny, Robin Hood Daffy, a seminal What's Opera, Doc? e Duck Dodgers no século 24½ para Jones e Person to Bunny (a última ocasião em que Arthur Q. Bryan dublou Elmer Fudd) e Here Today, Gone Tamale (o único desenho animado Speedy Gonzales que ele já escreveu) para Freleng. Maltese também colaborou com Jones nos curtas teatrais de Tom e Jerry dos anos 60, lançados pela MGM. Durante os anos de 1954 e 1955, Maltese também trabalhou na Walter Lantz Productions como escritor de alguns desenhos animados de Woody Woodpecker: Helter Shelter, Witch Crafty (co-escrito com Homer Brightman), Real Gone Woody, Square Giro Woody, Square Shootin 'Square e Bedtime Bedlam . Ele também é o escritor do curta teatral de Chilly Willy, indicado ao Oscar, The Legend of Rockabye Point, dirigido por Tex Avery. 
De 1958 a 1970, ele trabalhou na Hanna-Barbera Productions em desenhos animados na televisão, como The Quick Draw McGraw Show, The Flintstones, The Jetsons e Wacky Races. 
Maltese também escreveu histórias em quadrinhos publicadas pela Western Publishing, inclusive para muitos dos personagens da Warner Brothers e Hanna-Barbera cujas explorações animadas ele roteirizou. 

## Morte
Maltese morreu em 22 de fevereiro de 1981 no Hospital Good Samaritan de Los Angeles, depois de seis meses de câncer, 16 dias após seu 73º aniversário.